# Wasenhorn
El Wasenhorn (alemán, italiano: Punta Terrarossa; 3.246 metros) es una montaña de los Alpes Lepontinos, situada en la frontera entre Suiza e Italia. Se encuentra a medio camino entre Brig (cantón suizo del Valais) y Varzo (región italiana del Piamonte), justo al norte del monte Leone, en la zona del paso del Simplón. Políticamente, el Wasenhorn se divide entre los municipios de Ried-Brig y Varzo.
El túnel del Simplon desemboca en el macizo del Wasenhorn, por debajo de la cumbre subsidiaria denominada Tunnelspitz (2 903 m).

## Vía de acceso
Sólo hay que seguir la carretera hacia el puerto de Simplon, ya sea desde Brig, en el lado suizo, o desde Domodossola, en el lado italiano.

## Ruta de escalada
La ruta normal a la cima del Wasenhorn comienza en el refugio de monte Leone del Club Alpino Suizo (2 848 m), ubicado en el lado sur de la montaña, sobre el paso de Chaltwasser, que conecta el paso del Simplon con el Alpe Veglia.
Para llegar al refugio desde el lado suizo, hay que caminar unas 2 horas y 30 minutos desde el Simplon Hospiz que se encuentra en la carretera del paso del Simplon. Desde el refugio hasta la cumbre se tarda una hora y treinta minutos más.
Una ruta alternativa técnicamente más exigente a la cima del Wasenhorn comienza en Mäderlücke – un paso entre el Mäderhorn (2850 m) y el Wasenhorn – y recorre la cresta suroeste del Wasenhorn, con secciones de escalada hasta el grado UIAA. II.
Continuando hacia el collado de Aurona se llega al Bivacco Farello, típico refugio alpino.

## Otras montañas alrededor para escalar
Desde el paso del Simplón, los escaladores pueden llegar a otras montañas cercanas:
- Breithorn (Simplón).
- Hubschhorn.
- Monte Leone.